# انتخابات مجلس شورای ملی (۱۲۸۵)
نخستین انتخابات مجلس شورای ملی که در ۲۵ شهریور ۱۲۸۵ برگزار شد، نخستین انتخابات در تاریخ ایران است و در نتیجهٔ آن نمایندگان دورهٔ نخست مجلس شورای ملی انتخاب شدند.
در این انتخابات علاوه بر کاستی‌های نظری قانون انتخابات و نواقص اجرای رای‌گیری، کارشکنی‌های مخالفان نهضت مشروطه نیز که مخالف برگزاری انتخابات بودند، از چالش‌های اصلی به‌شمار می‌رفتند.

## پیشینه
نظام‌نامهٔ انتخاباتی مجلس را مجلس عالی (شورای عالی دربار) تدوین کرده‌بود. در این شیوه‌نامه نظام انتخاباتی طبقاتی در نظر گرفته شده‌بود که بر خلاف نظام‌های مشروطهٔ جاهای دیگر دنیا بود.

## نحوهٔ برگزاری
این انتخابات در تهران به صورت مستقیم و یک‌مرحله‌ای بود اما در شهرستان‌ها که دومرحله‌ای بود، هر یک از گروه‌های انتخاب‌کننده در شهرها پس از انتخاب نماینده خود، آن‌ها را راهی مرکز ایالت می‌کردند تا با برگزاری یک رأی‌گیری دیگر از میان خود نماینده‌ای انتخاب نمایند.

## شرایط انتخاب‌کنندگان و انتخاب‌شوندگان
کسانی که دارای حق رای در انتخاب بودند ۶ دسته بودند:
1. شاهزادگان قاجار
2. اعیان و اشراف
3. علما و طلاب
4. ملاکین و فلاحین
5. تجار
6. اصناف

انتخاب شوندگان علاوه برداشتن تابعیت ایران و معروفیت محلی، باید باسواد می‌بوده و حداقل ۳۰ و حداکثر ۷۰ سال سن می‌داشتند. انتخاب‌کنندگان باید دارای مقامات ذیل باشند اولاً سن آنها کمتر از بیست و پنج سال نباشد ثانیاً رعیت ایران باشند ثالثاً معروفیت محلی‌داشته باشند رابعاً ملاکین و فلاحین آنها باید صاحب ملکی باشند که هزار تومان قیمت داشته باشند رابعاً ملاکین و فلاحین آنها باید صاحب ملکی باشندکه هزار تومان قیمت داشته باشد پنجم تجار آنها حجره و تجارت معینی داشته باشند ششم اصناف آنها باید از اهل صنف و کار معین صنفی داشته باشندو دارای دکانی باشند که کرایه آن دکان مطابق کرایه‌های حد وسط محلی باشد.
در نخستین انتخابات مجلس شورای ملی، زنان، افراد فاقد رشد لازم، تبعه خارجی و افراد ورشکسته مقصر، حق رای دادن در انتخابات را نداشتند.

## یادداشت
1. ↑  قابل افزایش تا ۲۰۰ تن[۱]